# Oscar Angiuli
Oscar Cosimo Angiuli (Bari, 19 giugno 1978) è un cantautore, paroliere e compositore italiano.

## Biografia
Oscar Angiuli nasce a Bari ma si trasferisce con la famiglia a Como. Nel 2007 compare tra i compositori delle musiche del film L'amore che cos'è, premiato al XXII Festival del cinema latino americano. Esordisce come cantautore nel 2009 con l'album Colori e Suoni, nel 2010 entra sotto contratto con la Warner Chappell.

## Autore per altri cantanti
- 2009 - Fate questo in memoria di me per Carisma (scritto con Federico Colombo), pubblicata nell'album Carisma
- 2009 - Mille madri per Carisma (scritto con Federico Colombo), pubblicata nell'album Carisma
- 2011 - La mia bugia per Davide Mogavero (scritto con Fabio Campedelli), pubblicata nell'album Benvenuto al mondo
- 2011 - Ad ogni dose per Davide Mogavero (scritto con Fabio Campedelli), pubblicata nell'album Benvenuto al mondo
- 2011 - Non guardarmi così per Davide Mogavero, pubblicata nell'album Benvenuto al mondo
- 2013 - Splendido per Cassandra De Rosa (scritto con Fabio Campedelli), pubblicata nell'album Splendido
- 2014 - Imparando a Volare per Syria (scritto con Daniela Chiara e Andrea Nardirocchi), pubblicata nell'album Syria 10
- 2015 - Non puoi chiamarlo amore per Bianca Atzei (scritto con Bianca Atzei e Diego Calvetti), pubblicata nell'album Bianco e nero
- 2015 - Otto settembre per Bianca Atzei (scritto con Bianca Atzei, Diego Calvetti, Daniela Chiara e Fabio Campedelli), pubblicata nell'album Bianco e nero
- 2015 - Convincimi per Bianca Atzei (scritto con Bianca Atzei), pubblicata nell'album Bianco e nero
- 2015 - Innamorata (Gemma) per Bianca Atzei (scritto con Bianca Atzei e Ferdinando Arnò), pubblicata nell'album Bianco e nero
- 2015 - Vincerò per Annalisa (scritto con Annalisa), pubblicata nell'album Splende
- 2015 - Gocce di cristallo per Anna Tatangelo (scritto con Valerio Carboni, Emiliano Cecere e Marco Ciappelli), pubblicata nell'album Libera
- 2015 - Buon viaggio per Davide Mogavero, pubblicata nell'album Davide Mogavero
- 2016 - La strada per la felicità (Laura) di Bianca Atzei (scritto con Bianca Atzei, Diego Calvetti, e Emiliano Cecere), pubblicata nell'album Bianco e nero
- 2016 - Io e te per Dear Jack (scritto con Bianca Atzei e Ferdinando Arnò), pubblicata nell'album Mezzo respiro
- 2016 - Amore e veleno per Dear Jack (scritto con Lorenzo Cantarini e Diego Calvetti), pubblicata nell'album Mezzo respiro
- 2016 Dire di no per Lorenzo Fragola (scritto con Lorenzo Fragola, Emiliano Cecere e Ferdinando Arnò), pubblicata nell'album Zero Gravity
- 2016 - Justo a tiempo per Mijares (scritto con Tomas Carlo Daniel e Fabio Campedelli), pubblicata nell'album No Se Me Acaba El Alma
- 2016 - Lasciami adesso per Marco Carta (scritto con Emiliano Cecere e Saverio Grandi), pubblicata nell'album Come il mondo
- 2016 - Tu non sei solo per Mietta (scritto con Mietta), colonna sonora del film Ciao Brother
- 2017 - Guardiamoci negli occhi per Marco Masini (scritto con Marco Masini, Antonio Iammarino e Emiliano Cecere), pubblicata nell'album Spostato di un secondo
- 2017 - Tutta colpa mia per Elodie (scritto con Emma Marrone, Gianni Pollex e Francesco Ciancola), pubblicata nell'album Tutta colpa mia
- 2017 - L'amore tante volte per Giusy Ferreri (scritto con Emiliano Cecere), pubblicata nell'album Girotondo
- 2019 - Un'altra volta te per Einar (scritto con Fabio Campedelli, Big fish) pubblicato nell'album Parole nuove
- 2019 - Ti lascio andare per Alberto Urso (scritto con Emiliano cecere, Gianni pollex, Roberto William Guglielmi) pubblicato nel disco Solo
- 2020 - Jacuzzi per Denise Faro (scritto con Gianni Pollex, Alessandra Flora, Francesca Xefteris) pubblicato nel disco Jacuzzi
- 2020 - Il Natale e l'estate per Leonardo lamacchia (scritto con Leonardo lamacchia, Nicola Marotta) singolo pubblicato nel disco "Bro" Amici di Maria de Filippi 2021
- 2024 - tutto l'amore che ho dentro per Bianca Atzei (scritto con Bianca Atzei) nell'album 1987
- 2024 - Indigeno per Bianca atzei (scritto con Bianca Atzei) nell'album 1987

## Discografia

### Album
- 2009 - Colori e Suoni